# Popescu 10 în control
Popescu 10 în control este un film românesc din 1955 regizat de Traian Fericeanu. Rolurile principale au fost interpretate de actorii: Alexandru Giugaru, Tudorel Popa și Marcel Anghelescu.

## Distribuție
Distribuția filmului este alcătuită din:
- Gheorghe Gîmă — curierul
- Tudorel Popa — Cristache Popescu
- Nicolae Neamțu-Ottonel — moș Gheorghe
- Sorin Marinescu — Pițirică
- Dem. Hagiac — Gogu Ploscan
- Marcel Anghelescu — Marinică
- Ovid Teodorescu
- Alexandru Giugaru — Aristică Bălănel